# Johann Friedrich Herbart

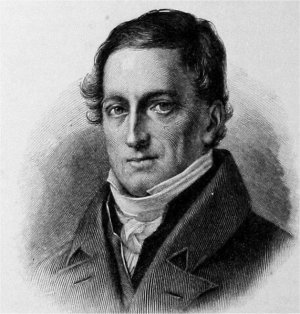
Johann Friedrich Herbart

Johann Friedrich Herbart (Oldenburg, 4 maggio 1776 – Gottinga, 14 agosto 1841) è stato un filosofo e pedagogista tedesco. È il maggior filosofo anti-idealista della Germania dell'idealismo. Con Herbart la linea di continuità dei grandi sistemi speculativi appare spezzata, tanto da suscitare già presso i contemporanei l'impressione di poter finalmente respirare "un'altra aria".

## Biografia
Herbart si era cimentato fin dagli esordi con l'idealismo di Fichte, per smascherare il carattere contraddittorio del concetto di "Io" che, ponendo se stesso, diviene nuovamente oggetto dell'Io e porta così all'infinito la scomposizione in serie, senza mai raggiungere uno degli estremi della serie stessa. Per Herbart, l'io fichtiano possiede i tipici connotati di tutti i problemi speculativi, che sono appunto destinati a mettere capo a contraddizioni insolubili. E questo non significa che le contraddizioni possano essere superate per mezzo di un artificio del pensiero qual è costituito dalla dialettica categoriale di Hegel, nei cui confronti Herbart non è meno aspro di quanto lo sia con Fichte.
Senza dubbio la contraddizione costituisce il terreno sul quale si innesta la riflessione filosofica in quanto "elaborazione di concetti"; ma il punto dal quale occorre partire è l'analisi dell'esperienza data, muovendo dalla quale si potrà mostrare - in polemica con l'accusa hegeliana a Kant di aver avuto troppa "tenerezza per le cose del mondo" - come "le contraddizioni non possono essere nelle cose, ma soltanto nella nostra insufficiente comprensione di queste". Il continuo richiamo a Kant non significa un ritorno alla filosofia critica.
Anche se nel libro Metafisica Generale del 1828 Herbart dichiara di essere un "kantiano", lo dice con evidente tono polemico per contestare gli sviluppi idealistici della filosofia romantica. In realtà la rivendicazione dell'autorità dell'esperienza e i meriti riconosciuti a Kant per aver impostato il problema delle 'condizioni di possibilità dell'esperienza' mostrando che la cosa in sé non è conoscibile si coniugano con una decisa messa in questione della teoria della conoscenza kantiana, rivolta a colpirla nel punto "debole" costituita dalle forme a priori dell'intuizione e dall'apparato dei concetti puri dell'intelletto.

## Pensiero
Herbart, come sfondo delle sue teorie, muove a Kant due critiche. La prima è l'assunzione di 'mitologiche' facoltà dell'anima (la sensibilità, l'intelletto, l'immaginazione, la ragione): a questa concezione kantiana, che fa un passo indietro rispetto a Locke e a Leibniz, occorre invece contrapporre sia l'unità e la semplicità dell'anima sul piano metafisico. In secondo luogo, Herbart ritiene che su un punto cruciale la posizione di Kant vada sostanzialmente corretta: si tratta, cioè, di superare la soggettività delle forme dell'esperienza che Kant fondava nella facoltà conoscitiva e di mettere per contro in luce il carattere dato anche delle forme dell'esperienza. Per Herbart il dato è sempre costituito da ciò che viene percepito e dalla sua forma. Anche ammesso che spazio, tempo, categorie, idee siano le condizioni dell'esperienza che si radicano nell'animo, restano pur sempre da spiegare la determinatezza e la specificità delle singole cose che si manifestano nell'esperienza: perché, ad esempio, percepiamo qui una figura rotonda e là una figura quadrata? E non è dunque legittimo pensare che certe condizioni siano in realtà incluse nel dato?
Proprio perché rifiuta l'idea di un'attività spontanea del soggetto che unifica il molteplice, Herbart non vede alcuna giustificazione di qualcosa come una sintesi a priori: la certezza della conoscenza dipende piuttosto dal suo contenuto, da ciò che accade e si dà.
Già la teoria kantiana dello spazio e del tempo come forme a priori della sensibilità costituisce pertanto "una dottrina assai falsa", che ne disconosce la natura di forme seriali prodotte sulla base del decorso delle rappresentazioni. Non meno reciso è il giudizio di Herbart sulla teoria kantiana delle categorie, a suo avviso costruita su un illegittimo "salto" dalle forme del giudizio della "vuota logica" ai "concetti metafisici" della conoscenza. Per Herbart, più in particolare, la classificazione kantiana delle categorie richiede di essere disposta in maniera diversa se vuole avanzare qualche pretesa di effettiva connessione; e da questo punto di vista Herbart è persuaso che il gusto architettonico kantiano sia gravido di molti errori, come ad esempio di subordinare la categoria della realtà alla qualità, dal momento che realtà e qualità vanno se mai "collegate" per mostrare nella loro connessione che cosa una cosa sia e che essa sia.
Soggetto a critiche è anche il concetto di Io puro kantiano che palesa tutte le contraddizioni di ogni principio assoluto ed è a fondamento dell'artificiosa sistemazione "nelle scatole quadrangolari delle cosiddette categorie". Per Herbart, al contrario, si deve partire dalla determinazione della categoria come indicazione del "conformarsi dell'esperienza ad una regola in base alle leggi del meccanismo psicologico": detto altrimenti, le categorie designano la forma che l'esperienza possiede e pertanto non sono forme del pensiero, bensì oggetti del pensiero. E poiché l'analisi dei concetti metafisici che sono alla base dell'esperienza parte dal concetto generalissimo di cosa e delle proprietà della cosa ne svolge le contraddizioni, illumina i rapporti tra i 'reali' in sé inconoscibili e ai quali rinviano le loro manifestazioni fenomeniche, si ottiene una sistemazione quadripartita delle categorie - ma in realtà lontana da ogni tentazione simmetrica e non esauribile in un elenco fissato una volta per tutte - che è al "servizio" della categoria di cosa.

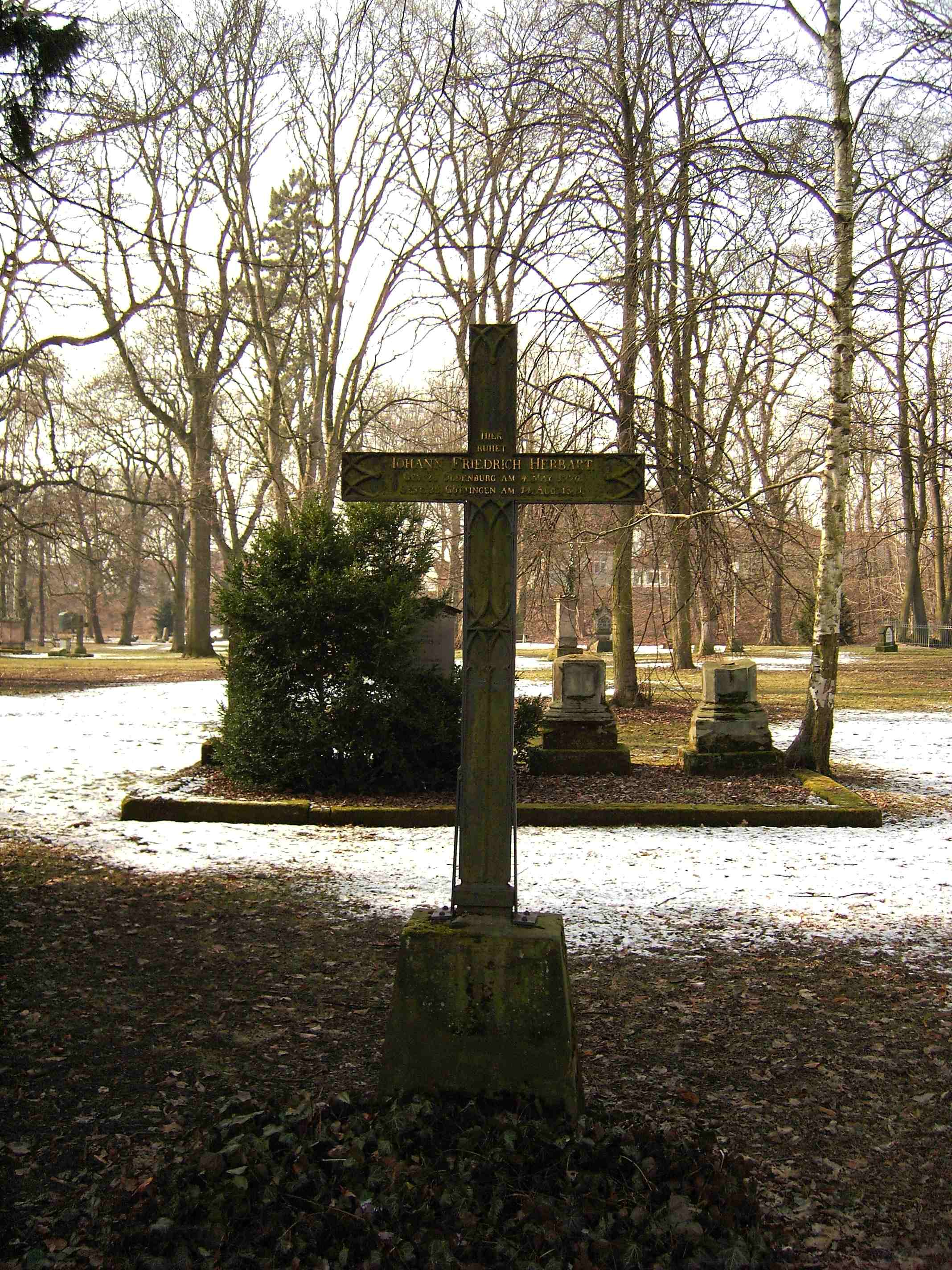
La tomba di Johann Friedrich Herbart a Gottinga

In questa prospettiva Herbart si dichiara molto più vicino ad Aristotele che a Kant e sottolinea come la domanda relativa al sorgere delle categorie debba trovare risposta da parte dell'indagine psicologica sulla "forma seriale" della rappresentazione spaziale, di cui tutte le altre forme (categorie comprese) sono solo "analogie".
Herbart inoltre pone l'analisi dei dati dell'esperienza al servizio di una struttura metafisica dell'esperienza, fondata sull'assunzione di enti reali che possiamo cogliere solo nella loro 'traduzione' nel linguaggio delle manifestazioni fenomeniche. Ma il carattere controverso di una simile impostazione metafisica, l'influenza di Herbart sulla discussione filosofica tedesca si farà sentire a lungo: da un lato sarà uno dei grandi ispiratori della psicologia scientifica che si svilupperà nella seconda metà dell'Ottocento e che si servirà largamente del lessico psicologico herbartiano; dall'altro lato la visione genetico-psicologica dell'apparato categoriale costituirà la struttura portante delle indagini sulla "psicologia dei popoli".
Per quanto riguarda le tematiche pedagogiche, è importante la sua opera Pedagogia generale dedotta dal fine dell'educazione (1806).